# Danh sách vua Iraq
Vua Iraq (Ả Rập: ملك العراق, Mālik al-'Irāq), là nguyên thủ quốc gia của Iraq và là quốc vương từ năm 1921 đến 1958. Ông là người đứng đầu nhà Hashim của nền quân chủ Iraq và được gọi bằng danh xưng Bệ hạ (صاحب الجلالة).

## Lịch sử
Sau Thế Chiến I và sự tan rã của đế chế Ottoman, ba tỉnh (vilayets) của Iraq thuộc Ottoman phải chịu sự kiểm soát của Vương quốc Anh. Dưới sự chiếm đóng của Anh, những cuộc nổi dậy của nhân dân Iraq đã cho thấy bản thân nó là một vùng đất khó cai trị. Để thiết lập một chế độ phụ thuộc thân Anh, người Anh đã cho thành lập một triều đại các dòng vua Hashemite từ Ả Rập Xê Út, bắt đầu với con trai của Hussein bin Ali là Faisal I. Xuất phát từ một gia tộc có nguồn gốc ở Hejaz, nhà Hashim vẫn được xem là ngoại tộc ở Iraq. Chính phủ Anh đã bổ nhiệm họ làm hoàng tộc của Iraq sau một cuộc trưng cầu dân ý bị gian lận. Vương triều này phần lớn bị sự phản đối của đa số người Shi'is và Kurd ở Iraq. Vương quốc Iraq tồn tại cho đến cuộc đảo chính năm 1958 của phe quốc gia Iraq được gọi là cuộc Cách mạng ngày 14 Tháng Bảy thành lập nước Cộng hòa Iraq.

## Hoàng kỳ

Hoàng kỳ của vua Iraq

## Vua Iraq (1921–1958)
| Tên                     | Tuổi thọ                                           | Bắt đầu trị vì      | Kết thúc trị vì                    | Ghi chú               | Dòng dõi | Hình               |
| ----------------------- | -------------------------------------------------- | ------------------- | ---------------------------------- | --------------------- | -------- | ------------------ |
| Faisal I - فيصل الأول   | 20 tháng 5 năm 1883 – 8 tháng 9 năm 1933 (50 tuổi) | 23 tháng 8 năm 1921 | 8 tháng 9 năm 1933                 |                       | Hashim   | Faisal I của Iraq  |
| Ghazi I - غازي الأول    | 21 tháng 3 năm 1912 – 4 tháng 4 năm 1939 (27 tuổi) | 8 tháng 9 năm 1933  | 4 tháng 4 năm 1939                 | Con trai của Faisal I | Hashim   | Ghazi I của Iraq   |
| Faisal II - فيصل الثاني | 2 tháng 5 năm 1935 – 14 tháng 7 năm 1958 (23 tuổi) | 4 tháng 4 năm 1939  | 14 tháng 7 năm 1958 (bị phế truất) | Con trai của Ghazi I  | Hashim   | Faisal II của Iraq |